# Hirekerur
Hirekerur là một thị xã panchayat của quận Haveri thuộc bang Karnataka, Ấn Độ.

## Địa lý
Hirekerur có vị trí 14°28′B 75°23′Đ / 14,47°B 75,38°Đ Nó có độ cao trung bình là 619 mét (2030 feet).

## Nhân khẩu
Theo điều tra dân số năm 2001 của Ấn Độ, Hirekerur có dân số 15.874 người. Phái nam chiếm 51% tổng số dân và phái nữ chiếm 49%. Hirekerur có tỷ lệ 71% biết đọc biết viết, cao hơn tỷ lệ trung bình toàn quốc là 59,5%: tỷ lệ cho phái nam là 76%, và tỷ lệ cho phái nữ là 66%. Tại Hirekerur, 13% dân số nhỏ hơn 6 tuổi.